# Musiq Soulchild

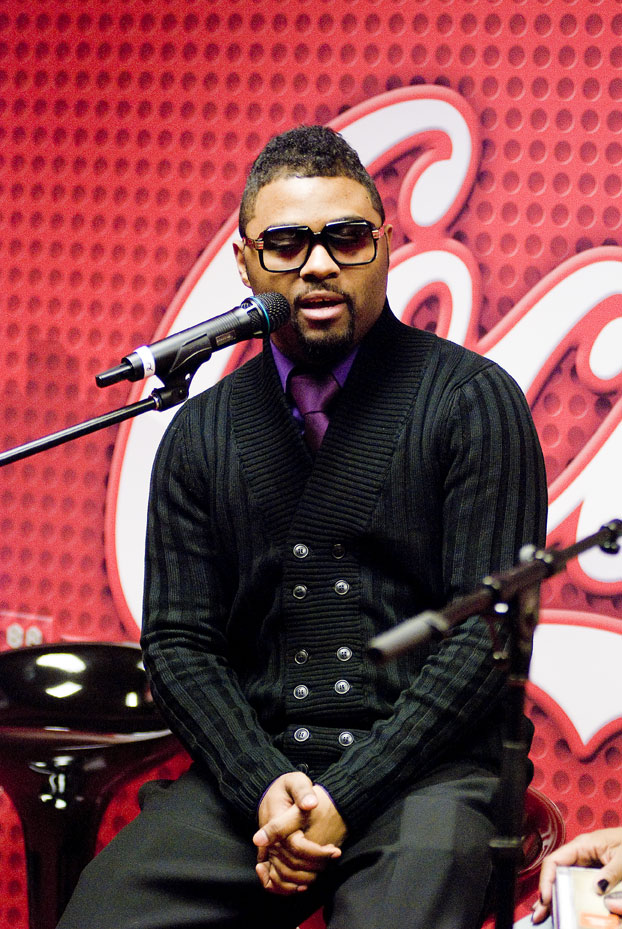
Music Soulchild, 2009

Musiq Soulchild (* 16. September 1977 in Philadelphia; eigentlich Talib Johnson), von 2001 bis 2007 auch nur Musiq, ist ein amerikanischer Soul- und R&B-Sänger sowie Vertreter des so genannten Neo Soul. Mit bislang etwa vier Millionen verkaufter Alben in den USA war er einer der bekanntesten Künstler des Plattenlabels Def Jam.

## Biografie
Soulchild wurde als eines von zehn Kindern einer muslimischen Familie geboren und wuchs in Philadelphia auf. Schon als Teenager fasste er den Plan, Berufsmusiker zu werden.
Unter dem Titel Aijuswanaseing veröffentlichte er im November 2000 sein Debütalbum, das bei Kritikern und Publikum gleichermaßen gut ankam. Für mehr als 1,8 Millionen verkaufter Alben wurde er mit einer Platin-Schallplatte ausgezeichnet. Auch die Auskopplungen Just Friends (Sunny), Love und Girl Next Door platzierten sich in den Billboard Hot 100 und unter den Hot R&B/Hip-Hop Singles & Tracks.
Mit dem Nachfolgealbum Juslisen konnte er diesen Erfolg wiederholen, erreichte im Mai 2002 Platz 1 der US-Album-Charts und erhielt ebenfalls Platin. Mit Halfcrazy und Dontchange waren auch auf diesem Longplayer zwei Hitsingles enthalten. Musiq Soulchild ist auch auf dem von Prince im November 2002 veröffentlichten Album One Nite Alone … Live! vertreten.
Das 2003 erschienene Album Soulstar war zwar weniger erfolgreich als die Vorgänger, platzierte sich aber ebenfalls in den US-Charts. Die Verkaufszahlen reichten immerhin noch für eine Goldene Schallplatte. Die Lieder Forthenight und Whoknows platzierten sich in den Pop- und R&B/Hip-Hop-Charts.
Nach Soulstar legte Soulchild eine dreijährige Kreativpause ein. In dieser Zeit trennte er sich von seiner Plattenfirma Def Jam und wechselte zu Atlantic Records. Im März 2007 erschien unter dem Titel Luvanmusiq sein viertes Album, mit dem er erneut auf Platz 1 der Billboard-Charts kam und für das er seine zweite Goldene Schallplatte erhielt. Die Auskopplungen Buddy und Teachme sind weitere Hits, die u. a. in die Top 10 der R&B/Hip-Hop-Charts einstiegen.
Das 2008er Album OnMyRadio und die darauf enthaltenen Singles IfULeave, Radio und Sobeautiful sind weitere kommerzielle Erfolge für Musiq Soulchild. Im selben Jahr erschien auch die EP A Philly Soul Christmas mit sieben Weihnachtsliedern, darunter Jingle Bells, O Holy Night, O Christmas Tree und The First Noel.
Auch mit dem 2011 erschienenen Album Musiqinthemagiq setzte sich der Erfolg fort. Die Auskopplungen Yes und Anything sind die bisher letzten Singleplatzierungen Soulchilds in den R&B/Hip-Hop-Charts. Das 2013 veröffentlichte Album 9ine blieb hinter den Erwartungen zurück und schaffte es lediglich auf untere Positionen der R&B-Charts.

## Diskografie

### Alben
| Jahr | Titel                                | Höchstplatzierung, Gesamtwochen, AuszeichnungChartplatzierungen (Jahr, Titel, Platzierungen, Wochen, Auszeichnungen, Anmerkungen) | Höchstplatzierung, Gesamtwochen, AuszeichnungChartplatzierungen (Jahr, Titel, Platzierungen, Wochen, Auszeichnungen, Anmerkungen) | Höchstplatzierung, Gesamtwochen, AuszeichnungChartplatzierungen (Jahr, Titel, Platzierungen, Wochen, Auszeichnungen, Anmerkungen) | Höchstplatzierung, Gesamtwochen, AuszeichnungChartplatzierungen (Jahr, Titel, Platzierungen, Wochen, Auszeichnungen, Anmerkungen) | Anmerkungen |
| Jahr | Titel                                | CH | UK | US | R&B | Anmerkungen |
| ---- | ------------------------------------ | --- | --- | --- | --- | --- |
| 2000 | Aijuswanaseing (I Just Want to Sing) | — | — | US24 Platin · (41 Wo.)US | R&B4 (67 Wo.)R&B | Produzenten: A Touch of Jazz Productions (DJ Jazzy Jeff)                                                                          |
| 2002 | Juslisen (Just Listen)               | — | UK97 (1 Wo.)UK | US1 Platin · (35 Wo.)US | R&B1 (48 Wo.)R&B | Produzenten: Jerome Hipps, Kevin Liles, Michael McArthur, Musiq                                                                   |
| 2003 | Soulstar                             | — | — | US13 Gold · (23 Wo.)US | R&B3 (37 Wo.)R&B | Produzenten: MAD, Carvin Haggins, Ivan „Orthodox“ Barias, Junius Bervine, 88-Keys, Da Gutta Fam, Heiku, Musiq                     |
| 2007 | Luvanmusiq                           | — | — | US1 Gold · (24 Wo.)US | R&B1 (39 Wo.)R&B | Produzenten: Musiq, Sauce, Carvin Haggins, Raphael Saadiq, Ivan „Orthodox“ Barias, Ron „NEFF-U“ Feemstar, Lab Ratz, The Underdogs |
| 2008 | A Philly Soul Christmas (EP)         | — | — | US86 (3 Wo.)US | R&B20 (11 Wo.)R&B | Titel in Deutschland: Christmas Musiq                                                                                             |
| 2008 | OnMyRadio                            | — | — | US11 (29 Wo.)US | R&B1 (50 Wo.)R&B | Produzenten: Kevin Liles, Musiq, Victor Jason Greig                                                                               |
| 2011 | Musiqinthemagiq                      | — | — | US8 (7 Wo.)US | R&B3 (22 Wo.)R&B | Produzenten: August Rigo, Musiq, Victor Greig                                                                                     |
| 2013 | 9ine                                 | — | — | — | R&B54 (1 Wo.)R&B | mit Syleena Johnson, Produzent: Flava McGregor                                                                                    |
| 2016 | Life on Earth                        | — | — | US27 (2 Wo.)US | R&B3 (8 Wo.)R&B | Produzenten; Warryn Campbell, Musiq, KC & Cooper                                                                                  |
| 2017 | Feel the Real                        | — | — | US126 (1 Wo.)US | — | Erstveröffentlichung: 15. September 2017 2 CDs; Executive Producer: Musiq Soulchild                                               |

### Singles
| Jahr | Titel Album                                       | Höchstplatzierung, Gesamtwochen, AuszeichnungChartplatzierungen (Jahr, Titel, Album, Platzierungen, Wochen, Auszeichnungen, Anmerkungen) | Höchstplatzierung, Gesamtwochen, AuszeichnungChartplatzierungen (Jahr, Titel, Album, Platzierungen, Wochen, Auszeichnungen, Anmerkungen) | Höchstplatzierung, Gesamtwochen, AuszeichnungChartplatzierungen (Jahr, Titel, Album, Platzierungen, Wochen, Auszeichnungen, Anmerkungen) | Höchstplatzierung, Gesamtwochen, AuszeichnungChartplatzierungen (Jahr, Titel, Album, Platzierungen, Wochen, Auszeichnungen, Anmerkungen) | Anmerkungen |
| Jahr | Titel Album                                       | CH | UK | US | R&B | Anmerkungen |
| ---- | ------------------------------------------------- | --- | --- | --- | --- | --- |
| 2000 | Just Friends (Sunny) Aijuswanaseing               | — | — | US31 (20 Wo.)US | R&B6 (37 Wo.)R&B | vom Soundtrack des Films Nutty Professor II: The Klumps Autoren: Bobby Hebb, Talib Johnson, Vidal Davis, Ivan „Orthodox“ Barias, Carvin Haggins Original: Mieko Hirota, 1965 |
| 2000 | Love Aijuswanaseing                               | — | — | US24 (21 Wo.)US | R&B2 (28 Wo.)R&B | Autoren: Andre Harris, Talib Johnson, Carvin Haggins |
| 2001 | Girl Next Door Aijuswanaseing                     | — | — | US85 (8 Wo.)US | R&B28 (22 Wo.)R&B | feat. Ayana of Aaries Autoren: Ed Green, Andre Harris, Carvin Haggins, Jill Scott, Talib Johnson Original: Ramsey Lewis, 1973                                                |
| 2002 | Halfcrazy Juslisen                                | — | — | US16 (25 Wo.)US | R&B2 (43 Wo.)R&B | Autor: Francis Lai Original: Nicole Croisille – Vivre pour vivre, 1967 |
| 2002 | Dontchange Juslisen                               | — | — | US17 (26 Wo.)US | R&B3 (42 Wo.)R&B | |
| 2003 | Break You Off Phrenology                          | — | UK59 (2 Wo.)UK | US99 (1 Wo.)US | R&B55 (20 Wo.)R&B | The Roots feat. Musiq Autoren: Questlove, Ben Kenney, Kamal Gray, Karl B. Jenkins, Kyle Jones, Leonard Hubbard, Scott Storch, Talib Johnson, Tariq Trotter                   |
| 2003 | Nothing at All Shaman                             | CH74 (3 Wo.)CH | — | US— GoldUS | — | Santana feat. Musiq Autoren: Cory Rooney, Rob Thomas |
| 2003 | Forthenight Soulstar                              | — | — | US53 (17 Wo.)US | R&B18 (20 Wo.)R&B | Text: Carvin „Ransum“ Haggins, Musiq Musik: Ivan „Orthodox“ Barias, Johnnie „Smurf“ Smith                                                                                    |
| 2004 | Whoknows Soulstar                                 | — | — | US65 (13 Wo.)US | R&B23 (24 Wo.)R&B | Text: Carvin „Ransum“ Haggins, Musiq Musik: Frankie „Vegas“ Romano, Ivan „Orthodox“ Barias                                                                                   |
| 2006 | Buddy Luvanmusiq                                  | — | — | US36 (18 Wo.)US | R&B2 (37 Wo.)R&B | Text: Carvin „Ransum“ Haggins, Musiq Musik: Cornelius Church, Earl Guinn, Kenton Nix                                                                                         |
| 2007 | Struggle No More (The Main Event) –               | — | — | — | R&B32 (20 Wo.)R&B | mit Anthony Hamilton und Jaheim |
| 2007 | Teachme Luvanmusiq                                | — | — | US42 (20 Wo.)US | R&B2 (58 Wo.)R&B | Text: Carvin „Ransum“ Haggins, Corey Williams Musik: Ivan „Orthodox“ Barias, Johnnie „Smurf“ Smith                                                                           |
| 2007 | Makeyouhappy Luvanmusiq                           | — | — | — | R&B61 (16 Wo.)R&B | Text: Musiq Soulchild, Warryn „Baby Dubb“ Campbell Musik: Warryn „Baby Dubb“ Campbell                                                                                        |
| 2008 | IfULeave OnMyRadio                                | — | — | US71 (12 Wo.)US | R&B6 (35 Wo.)R&B | feat. Mary J. Blige Autoren: Carvin „Ransum“ Haggins, Ivan „Orthodox“ Barias, Johnnie „Smurf“ Smith, Miguel Pimentel, Musiq                                                  |
| 2008 | Radio OnMyRadio                                   | — | — | — | R&B55 (12 Wo.)R&B | Autoren: Christopher Umana, Dru Castro, Euforo Ebong, Musiq Soulchild |
| 2008 | Chocolate High Testimony: Vol. 2, Love & Politics | — | — | — | R&B19 (28 Wo.)R&B | India.Arie feat. Musiq Soulchild |
| 2009 | Sobeautiful OnMyRadio                             | — | — | US84 (11 Wo.)US | R&B8 (51 Wo.)R&B | Autoren: Talib Johnson, Lee Hutson Jr. |
| 2011 | Yes Musiqinthemagiq                               | — | — | — | R&B24 (44 Wo.)R&B | Autoren: Claude Kelly, Hitesh Ceon, Kim Ofstad |
| 2011 | Anything Musiqinthemagiq                          | — | — | — | R&B31 (20 Wo.)R&B | feat. Swizz Beats Autoren: August Rigo, Jerry Duplessis, Kaseem Dean, Linton Beckles, Lipson Francis, Roy Anthony Carter                                                     |
| 2012 | Ah Yeah Black Radio                               | — | — | — | R&B86 (10 Wo.)R&B | Robert Glasper Experiment feat. Musiq Soulchild und Chrisette Michele Autoren: Chrisette Payne, Derrick Hodge, Robert Glasper, Talib Johnson                                 |

Weitere Singles
- 2000: Aijuswanaseing
- 2001: If I Woulda Knew (feat. Aaries)
- 2002: Dontchange (The Pound Boys Dance Remixes)
- 2002: Something
- 2005: Give More Love (Remixed by Sivad Productions)
- 2006: Take Your Time (Black Ice feat. Musiq)